# Dammbach
Dammbach är en kommun i Landkreis Aschaffenburg i Regierungsbezirk Unterfranken i förbundslandet Bayern i Tyskland. 
Kommunen bildades 1 juni 1976 genom en sammanslagning av kommunerna Wintersbach och Krausenbach.
Kommunen ingår i kommunalförbundet Mespelbrunn tillsammans med kommunerna Heimbuchenthal och Mespelbrunn.